# Češki kronski dragulji
Češki kronski dragulji (češko České korunovační klenoty) vključujejo krono svetega Venčeslava (Svatováclavská kronah), vladarsko jabolko in žezlo, oblačila za kronanje čeških kraljev, zlati križ za kronanje in meč svetega Venčeslava. Prvotno so bili v Pragi in gradu Karlštejn, oblikoval pa jih je Matija iz Arrasa v 14. stoletju. Od leta 1791 so shranjeni v stolnici svetega Vida na Praškem gradu. Reprodukcije draguljev so stalno razstavljene v nekdanji kraljevi palači v gradu. Krona je bila narejena za kronanje Karla IV. leta 1347, zato je četrta najstarejša v Evropi.

## Opis
Krona ima nenavadno obliko z navpičnimi stiliziranimi lilijami, ki stojijo spredaj, zadaj in na obeh straneh. Narejena je iz 22-karatnega zlata in niza draguljev – 19 safirjev, 30 smaragdov, 44 spinelov, 20 biserov, 1 rubina, 1 rubelita in 1 akvamarina, tehta pa 2475 gramov. Na vrhu krone je križ, ki domnevno hrani trn iz Kristusove trnove krone.
Kraljevo žezlo je izdelano iz 18-karatnega zlata, okrašeno s 4 safirji, 5 spineli in 62 biseri z zelo velikimi spineli na vrhu žezla; tehta 1013 gramov. Vladarsko jabolko je prav tako narejeno iz 18-karatnega zlata z 8 safirji, 6 spineli in 31 biseri. Tehta 780 g in je okrašeno s kovanimi reliefnimi prizori iz Stare zaveze in Geneze. Oblačilo za kronanje je bilo uporabljeno od 1653 do 1836 in je bilo narejeno iz plemenitega svilnato rdečega materiala, ki se imenuje zlatohlavek in je obloženo s krznom hermelina. Plašč je shranjen ločeno od nakita v posebnem klimatiziranem prostoru.
Za obred kronanja so uporabljali meč svetega Venčeslava, tipično gotsko orožje. Prva omemba meča je v zgodovinskih zapisih iz leta 1333, vendar rezilo sega v 10. stoletje, medtem ko ročaj izhaja iz 13. stoletja in tekstil verjetno iz časa Karla IV. Dolžina železnega rezila je 76 cm, na najširšem mestu široko 45 mm in ima razparano luknjo v obliki križa (45 x 20 mm). Lesen ročaj je prekrit z rumeno-rjavo tkanino in žametno vezenino z okrasom lovorjevih vejic z debelo srebrno nitjo. Po slovesnosti kronanja se je meč uporabljal za dodeljevanje statusa viteza.
Najstarejša usnjena torbica za krono je bil narejena za Karla IV. leta 1347. Na vrhu so vpisani štirje simboli: cesarski orel, češki lev, grb Arnošta Pardubiškega in grb praške nadškofije.
Vrata v zakladnico so železna, težko dostopna in imajo sedem ključavnic. Je sedem imetnikov ključev: predsednik republike, predsednik vlade, praški nadškof, predsednik spodnjega doma poslancev, predsednik senata, dekan metropolitanskega kapitlja stolnice svetega Vida in župan Prage, ki morajo biti vsi prisotni, da lahko odprejo neprehodna vrata in zaboj.

## Zgodovina
Krona je imenovana in posvečena po vojvodi svetem Venčeslavu iz Češke rodbine Přemyslidov. Dragulji so trajno shranjeni v kapeli svetega Venčeslava v stolnici sv. Vida. Posojeni so bili le kraljem šele na dan kronanja, vrniti pa so jih morali v večernih urah istega dne. Po letu 1918 in ustanovitvi Češkoslovaške republike se je kronanje prenehalo, vendar so bili še vedno pomembni kot simbol nacionalne neodvisnosti in državnosti.
V preteklosti so bili dragulji shranjeni na različnih mestih, vendar so jih vedno prinesli na kronanje v Prago. Venčeslav IV. (1378–1419) jih je verjetno preselil v grad Karlštejn. Nato so se večkrat preselili iz varnostnih razlogov: v 17. stoletju so se vrnili v Praški grad, v času tridesetletne vojne (1631) so bili poslani v župnijsko cerkev v Česke Budějovice, nato pa so jih skrivaj odpeljali v cesarsko zakladnico na Dunaj (1637). Medtem ko so bili dragulji shranjeni na Dunaju, so originalno zlato jabolko in žezlo iz 14. stoletja zamenjali s sedanjimi. Novo jabolko in žezlo verjetno izvirata iz časa Ferdinanda I. iz leta 1533. Možni razlogi za to zamenjavo bi lahko bili, da so bili originali preprosto preveč strogi in niso imeli nobenih dragih kamnov. Šlo je za ugled češkega kraljestva, zato je bilo smiselno, da se zamenjajo z bogato okrašenim, draguljarskim slogom, ki je spominjal na krono. 
Dragulje so pripeljali nazaj v Prago ob kronanju Leopolda II. leta 1791. Takrat je bila ustanovljena sedanja tradicija sedmih ključev, čeprav so se imetniki ključev sčasoma spreminjali glede na politično in upravno strukturo. Dragulji so bili shranjeni na Dunaju zaradi groženj pruske vojske, vendar so jih 28. avgusta 1867 vrnili v Prago.
Glede na stare tradicije in predpise, ki jih je določil Karel IV. v 14. stoletju, so dragulji razstavljeni za javnost le ob posebnih priložnostih. Razstava je lahko le na Praškem gradu. V 20. stoletju je bilo devet takih dogodkov v zgodovini. Predsednik češke republike ima izključno pravico odločanja o prikazu kronskih draguljev javnosti.
Starodavna češka legenda pravi, da je vsak uzurpator, ki si dá krono na glavo, obsojen na smrt v enem letu. Ta legenda je podprta z govoricami, da jo je Reinhard Heydrich, nacistični guverner, lutka državnega protektorata Češke in Moravske, nosil na skrivaj in so ga v manj kot enem letu umorili člani češkega odpora.

## Galerija
- Meč sv. Venčeslava in ključ zakladnice
- Vrata v stolnico sv. Vida
- Kopija češkega kraljevega žezla
- Kopija krone sv. Venčeslava

## Razstava
| Datum                         | prostor                                      | priložnost                                                                             |
| ----------------------------- | -------------------------------------------- | -------------------------------------------------------------------------------------- |
| 22. september–6. oktober 1929 | stolnica sv. Vida                            | 1000-letnica smrti sv. Venčeslava                                                      |
| 25.–30. oktober 1945          | stolnica sv. Vida                            | Osvoboditev Češkoslovaške                                                              |
| 1.–6. julij 1955              | stolnica sv. Vida                            | 1. Špartakiada                                                                         |
| 23. maj–30. avgust 1958       | Stara kraljeva palača (Vladislavova dvorana) | 1. državna razstava arhivskih dokumentov                                               |
| 26. oktober–3. november 1968  | Plečnikova dvorana                           | 50. obletnica Češkoslovaške                                                            |
| 2.–25. maj 1975               | Bazilika sv. Jurija                          | 30. obletnica osvoboditve                                                              |
| 26. junij–4. december 1978    | Stara kraljeva palača (Karlova dvorana)      | 600 letnica smrti Karla IV. razstava Obdobje Karla IV. v zgodovini češkega naroda      |
| 29. januar–7. februar 1993    | Stara kraljeva palača (Karlova dvorana)      | Ustanovitev Češke republike                                                            |
| 24. oktober–1. november 1998  | Stara kraljeva palača (Karlova dvorana)      | 80. obletnica Češkoslovaške in izvolitev predsednika T. G. Masaryka                    |
| 3.–13. avgust 2003            | Stara kraljeva palača (Karlova dvorana)      | 85. obletnica Češkoslovaške, 10. obletnica Češke, izvolitev predsednika Václava Klausa |
| 19.–29. april 2008            | Stara kraljeva palača (Vladislavova dvorana) | 90. obletnica Češkoslovaške, izvolitev predsednika Václava Klausa                      |
| 10.–19. maj 2013              | Stara kraljeva palača (Vladislavova dvorana) | Izvolitev predsednika Miloša Zemana                                                    |

## Seznam kronanih čeških kraljev in kraljic
Če ni posebej omenjeno, je bilo kronanje v Pragi.
| Kralj                                                                            | Datum kronanja                                                  |
| -------------------------------------------------------------------------------- | --------------------------------------------------------------- |
| Vratislav II. Češki (1061–1092, kralj od 1085) - Svetoslava Poljska              | 20. april 1085, Mainz; 15. junij 1086 15. junij 1086            |
| Vladislav II., češki vojvoda (1140–1172, kralj od 1158) - Judita Turingijska (?) | 11. januar 1158, Regensburg; 8. september 1158, Milano 1158 (?) |
| Otokar I. Přemysl (1192–1193, 1197–1230, kralj od 1198)                          | 8. september 1198, Boppard; 24. avgust 1203, Merseburg          |
| Venčeslav I. Češki (1230–1253) - Kunigunda Hohenstaufen                          | 6. februar 1228                                                 |
| Otokar II. Přemysl (1253–1278) - Kunigunda Slavonska                             | 25. december 1261                                               |
| Venčeslav II. Češki (1283–1305) - Judita Habsburška - Elizabeta Rejčka Poljska   | 2. junij 1297 26. maj 1303                                      |
| Janez Slepi (1310–1346) - Elizabeta Češka (1292–1330) - Beatrice Burbonska       | 7. februar 1311 18. maj 1337                                    |

Kralji in kraljice, okronani s krono sv. Venčeslava (in drugimi kronskimi dragulji):
| Kralj | datum kronanja                                                    |
| --- | ----------------------------------------------------------------- |
| Karel IV. Luksemburški (1346–1378) - Blanche Valois - Anne Palatinatska - Anna Schweidnitz - Elizabeta Pomeranska | 2. september 1347 1. september 1349 28. julij 1353 18. junij 1363 |
| Venčeslav IV. (1378–1419) - Joanna Bavarska - Sofija Bavarska                                                     | 15. junij 1363 17. november 1370 13. marec 1400                   |
| Sigismund Luksemburški (1419–1421, 1436–1437) - Barbara Cilli                                                     | 28. julij 1420 11. februar 1437                                   |
| Albreht II. Nemški (1438–1439)                                                                                    | 29. junij 1438                                                    |
| Ladislav Posmrtni (1453–1457)                                                                                     | 28. oktober 1453                                                  |
| Jurij Podebradi (1458–1471)                                                                                       | 2. april 1458                                                     |
| Vladislav II. češki in madžarski (1471–1516)                                                                      | 22. avgust 1471                                                   |
| Ludvik II. Jagelo (1516–1526) - Marija Madžarska (guverner Nizozemske)                                            | 11. marec 1509 1. junij 1522                                      |
| Ferdinand I. Habsburški (1526–1564) - Ana Češka in Madžarska                                                      | 24. februar 1526                                                  |
| Maksimilijan II. Habsburški (1564–1576) - Marija Avstrijska                                                       | 20. november 1562                                                 |
| Rudolf II. Habsburški (1576–1611)                                                                                 | 25. september 1575                                                |
| Matija II., sveti rimski cesar (1576–1619) - Ana Tirolska                                                         | 11. maj 1611 10. januar 1616                                      |
| Friderik V. Palatinatski (1619–1620) - Elizabeta Češka                                                            | 4. november 1619                                                  |
| Ferdinand II. Habsburški (1619–1637) - Eleonora Gonzaga (1630–1686)                                               | 29. junij 1617 21. november 1627                                  |
| Ferdinand III. Habsburški (1637–1657) - Eleonora Gonzaga (1598–1655)                                              | 24. november 1627 11. november 1656                               |
| Ferdinand IV. Habsburški                                                                                          | 5. avgust 1646                                                    |
| Leopold I. Habsburški (1657–1705)                                                                                 | 14. november 1656                                                 |
| Karel VI. Habsburški (1711–1740) - Elizabeta Kristina Brunswick-Wolfenbüttelska                                   | 5. september 1723 8. september 1723                               |
| Marija Terezija (1740–1780)                                                                                       | 12. maj 1743                                                      |
| Leopold II. Habsburško-Lotarinški (1790–1792) - Marija Luiza Španska                                              | 6. september 1791 12. september 1791                              |
| Franc I. Habsburško-Lotarinški (1792–1835) - Marija Terezija Neapeljska in Sicilska                               | 9. avgust 1792 11. avgust 1792                                    |
| Ferdinand I. Habsburško-Lotarinški (1835–1848) - Marija Ana Savojska                                              | 12. september 1836                                                |